# Sagoromo monogatari
Sagoromo monogatari là một dạng văn học trong văn học Nhật Bản truyền thống, một câu chuyện tường thuật dạng văn xuôi kéo dài có thể so sánh với sử thi. Monogatari được gắn chặt với các khía cạnh của truyền thống truyền miệng, và hầu hết luôn đề cập đến một câu chuyện hư cấu hoặc được tiểu thuyết hoá, kể cả khi kể lại một sự kiện lịch sử. Nhiều trong số những tác phẩm hay nhất của văn học tiểu thuyết Nhật Bản.